# Cymodetta gambosa
Cymodetta gambosa là một loài chân đều trong họ Sphaeromatidae. Loài này được Bowman & Kuhne miêu tả khoa học năm 1974.